# Pusterla dei Fabbri
La Pusterla dei Fabbri era una delle porte minori (chiamate anche "pusterle") poste sul tracciato medievale delle mura di Milano. Situata lungo la strada di San Simone (dal nome dell'omonimo oratorio, ora Teatro dell'Arsenale), sorgerebbe oggi al termine dell'attuale via Cesare Correnti. Venne demolita nel corso del 1900 per motivi di ordine viabilistico.

## Il nome

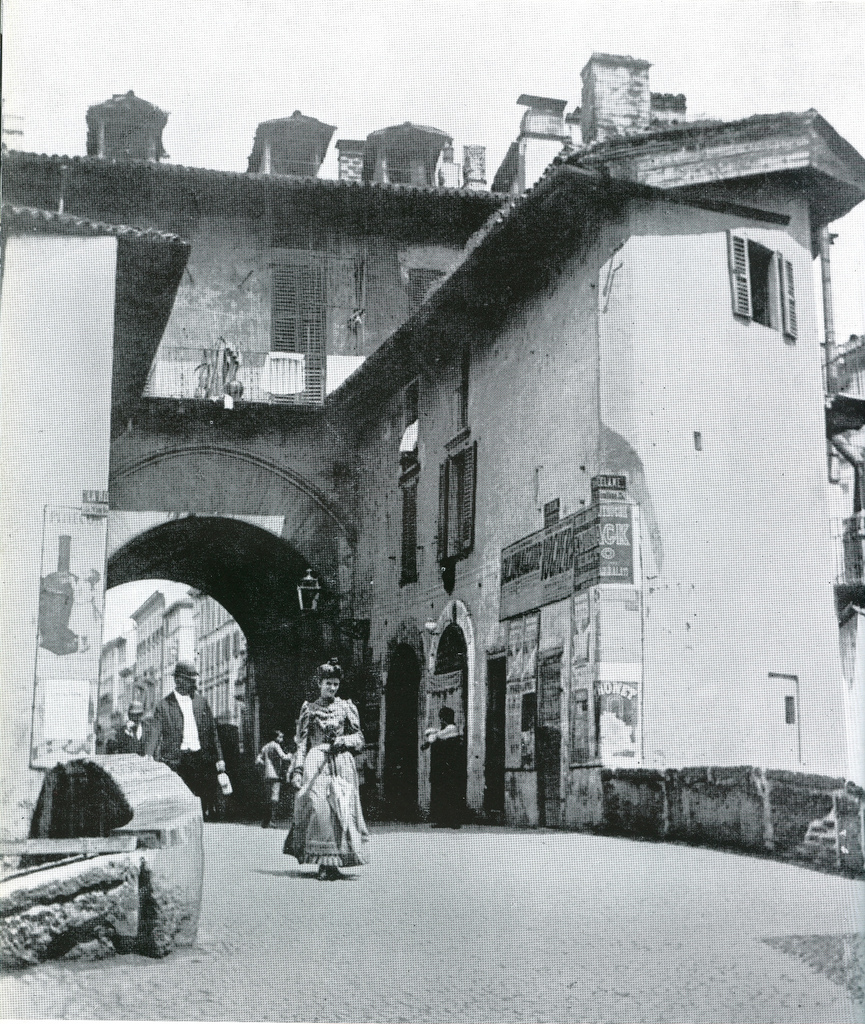
La Pusterla dei Fabbri nel 1885.

La Pusterla dei Fabbri nel corso della sua storia ha assunto diverse denominazioni, a partire da quella di Fabia, ereditata da una precedente pusterla di epoca romana. Questa pusterla, dedicata in onore di Quinto Fabio Massimo detto il cunctator era da molti considerata già al tempo un'intitolazione ai sacerdoti Fabi, depositari del culto di Giove, che avevano il proprio tempio sulla successiva Chiesa di San Vincenzo in Prato.
Altri ancora, rifacendosi a un documento cartaceo del tempo, riconducevano il nome al fatto che la pusterla si sarebbe trovata ad cassinam quae dicuntur "de fabis". Un altro ancora, citato in un'iscrizione scoperta nella Chiesa di San Vincenzo in Prato, si rifaceva già al tempo ad un presunto vicus fabrorum. L'ultima attestazione della Pusterla dei Fabi si ebbe nel 1221, per quanto fino ancora al Cinquecento si cercava di mantenere l'antico riferimento, con denominazioni come Pusterla delle Fave o dei Favreghi.
Solo successivamente avrebbe assunto la denominazione di Pusterla Fabbrica o dei Fabbri, che avrebbe mantenuto fino alla sua demolizione, nel 1900. Quest'ultima si riferiva comunque a un tessuto sociale ben consolidato nel corso dei secoli nella zona, che si era via via popolata delle botteghe di molti fabbri ferrai, confinati lontano dall'abitato ai margini della città per la loro particolare attività in quanto rumorosa e senza orari, e che necessitava inoltre dell'acqua (quella del Naviglio).

## La pusterla
La Pusterla dei Fabbri venne eretta nel corso del Trecento, in concomitanza con la realizzazione delle mura medievali da parte di Azzone Visconti. L'edificio si sviluppava su una sola arcata, sovrastata da una torre quadrangolare. L'arcata di ingresso aveva dimensioni differenti rispetto a quella d'uscita, di modo da apparire come un imbuto, lungo peraltro più di dieci metri.
Con la demolizione del tratto di mura medievali adiacente, la Pusterla dei Fabbri rimasta intatta venne affiancata da diverse nuove abitazioni ricavate da edifici sorti a ridosso del Naviglio. Le nuove costruzioni arrivarono nel corso del Settecento a sovrastare la pusterla: le porte-finestre della nuova edificazione erano collegate addirittura da una balconata, una fra le prime ringhiere tipiche delle abitazioni popolari milanesi.

## La demolizione

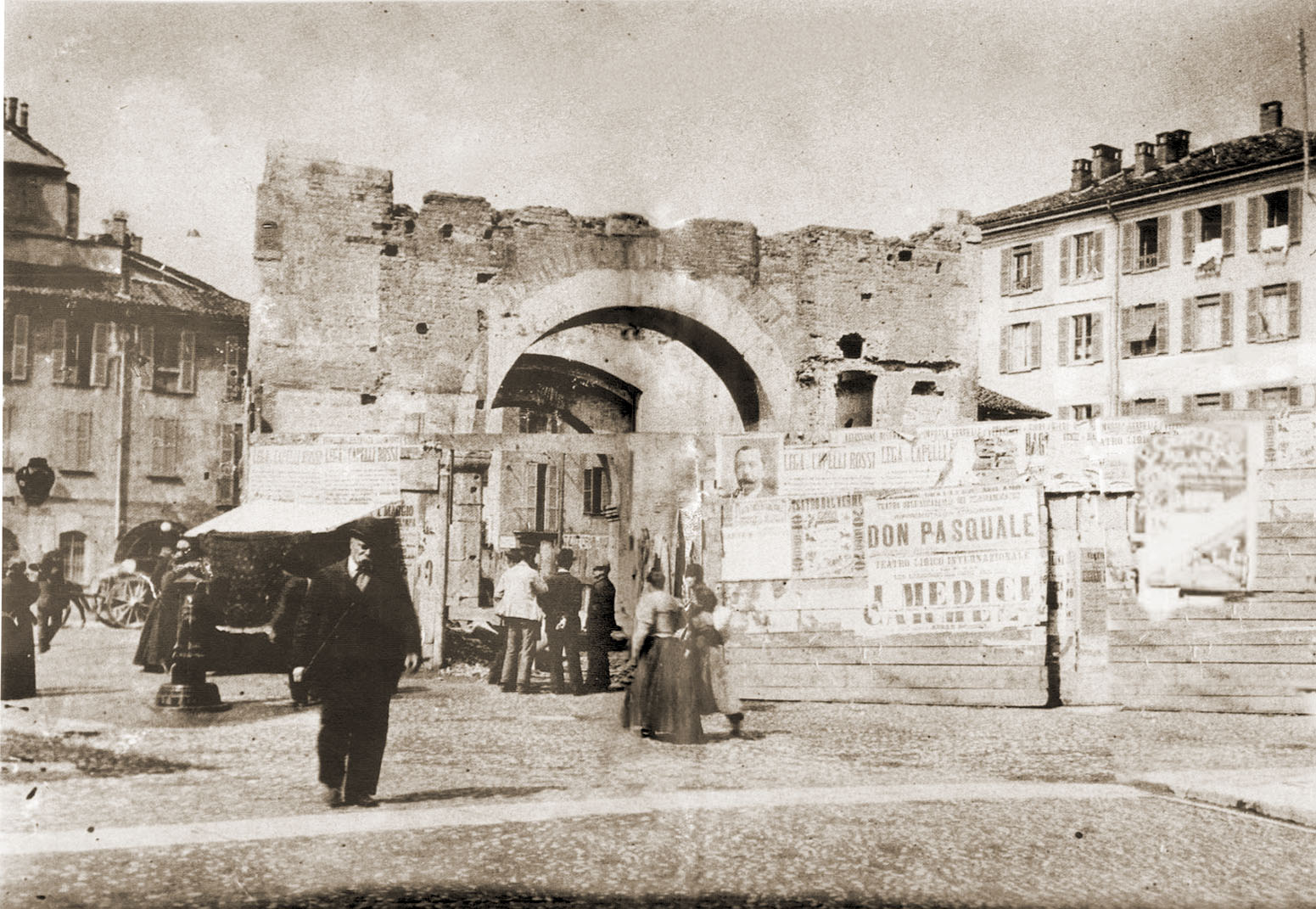
La Pusterla dei Fabbri durante la sua demolizione, nel 1900.

Nel 1877, nominate due apposite commissioni e analizzati diversi rapporti e pareri, il Comune di Milano avanzò la proposta di un'eventuale demolizione della Pusterla dei Fabbri. La sostanziale parità tuttavia fra i pareri negativi e favorevoli alla demolizione, portò a una sostanziale immobilità della questione, che si protrasse per decenni.
Nel 1884 la Società Storica Lombarda spingeva energicamente per la conservazione della vecchia pusterla, ritenendolo l'ultimo esempio delle nove o dieci pusterle che, nelle mura della Città, si interponevano alle sei porte maggiori. Tuttavia a nulla valsero queste prese di posizione, anche autorevoli. Il 6 marzo 1900 la discussione giunse a una svolta negativa: la porta fu definita addirittura "un cumulo di macerie","dalle linee semplici".
A nulla valsero i tentativi disperati del pittore scapigliato Luigi Conconi, che si batteva strenuamente contro la sua demolizione, sostenendo che a quel punto si sarebbero potuti frantumare tutti i vasi etruschi in circolazione, in quanto anch'essi di linee semplici, così come anche le Piramidi, che si sarebbero potute smontare perché di linee semplici e di intralcio alla circolazione.
Un quotidiano cittadino arrivò a ironizzare sul guadagno in caso di demolizione (che ammontava a 10.000 lire), sostenendo a quel punto che conveniva proporre qualche pezzo del Duomo ai Musei della città di Londra, notoriamente interessati all'acquisto di simili antichità, e sempre pronti a generosi pagamenti.
La pusterla venne pertanto demolita nei mesi subito successivi, e il salvabile venne preservato e donato ai Musei del Castello Sforzesco, all'interno del quale è stato ricostruito, secondo il progetto di riordino realizzato dai BBPR, l'arco che dava sulla campagna, che costituisce virtualmente l'accesso stesso ai musei.

## La pusterla nella tradizione popolare

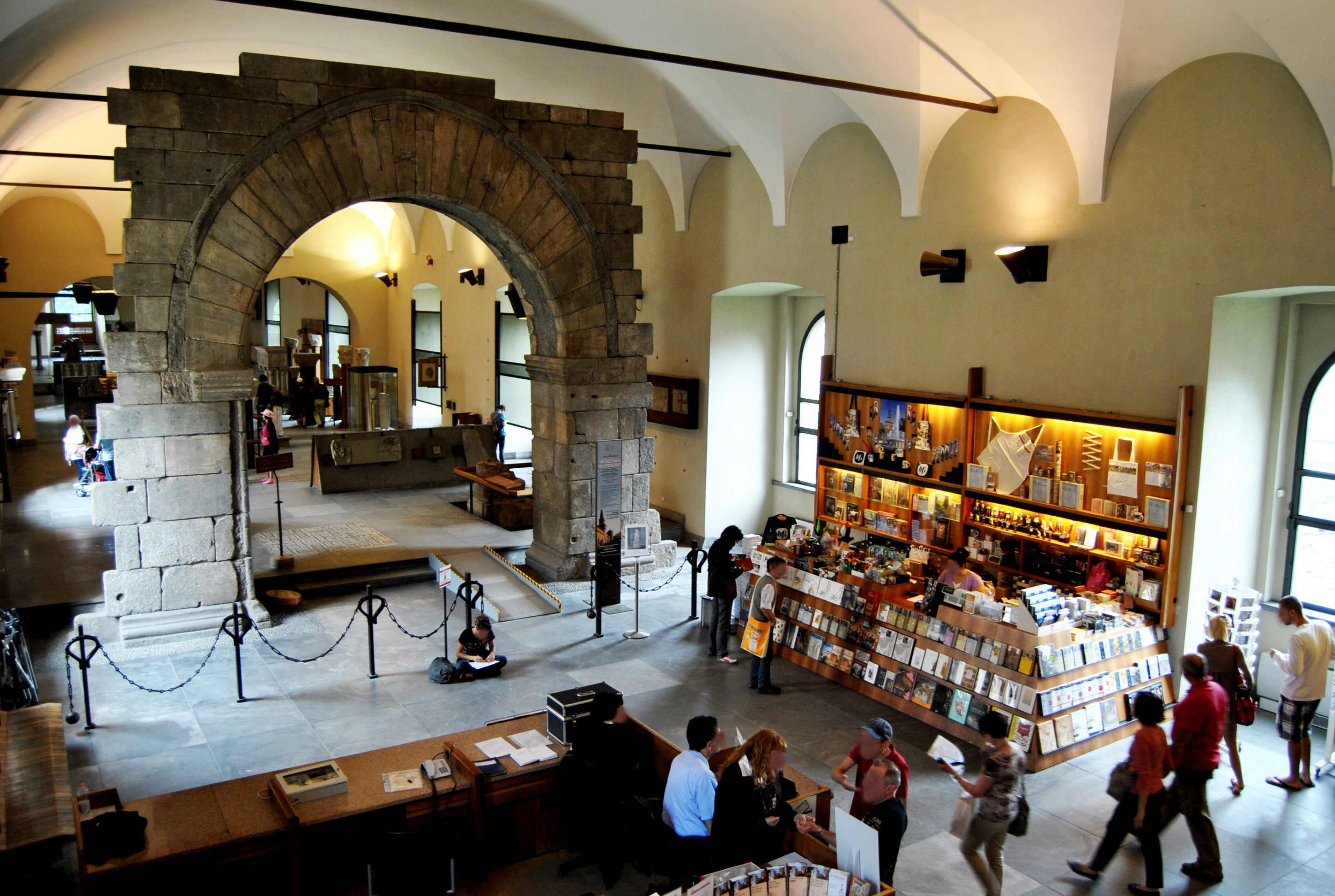
L'arco lato campagna della Pusterla dei Fabbri, ricostruito nei Musei del Castello Sforzesco.

Anticamente sopra l'arco della Pusterla dei Fabbri, fra le inspiegabili lettere HAS a sinistra e TA a destra, era collocato il busto di un giovane, dalla testa turrita. Questa scultura, che si diceva romana, si riteneva comunemente che rappresentasse Imeneo, divinità greca protettrice delle nozze pagane.
La tradizione del tempo voleva che gli sposi vi si recassero in corteo a rendergli omaggio, distribuendo dolci, mentre i bambini gridavano "Cica, Cica, Laminè! Laminè!" (ossia, "a Porta Cicca, all'Imeneo"). Fu San Carlo Borromeo a proibire questo rito pagano, che scomparve del tutto con la rimozione stessa del busto, verso la fine del XVII secolo, sostituita dall'usanza per le giovani spose di deporre il mazzo di fiori sull'altare di Santa Maria presso San Celso.
In seguito alla demolizione della pusterla, la testa turrita di Imeneo insieme alle lettere HAS e TA finì alla Pinacoteca Ambrosiana, dove per via delle inspiegabili lettere, venne assurdamente scambiata come il simbolo della città di Asti.

## Galleria d'immagini

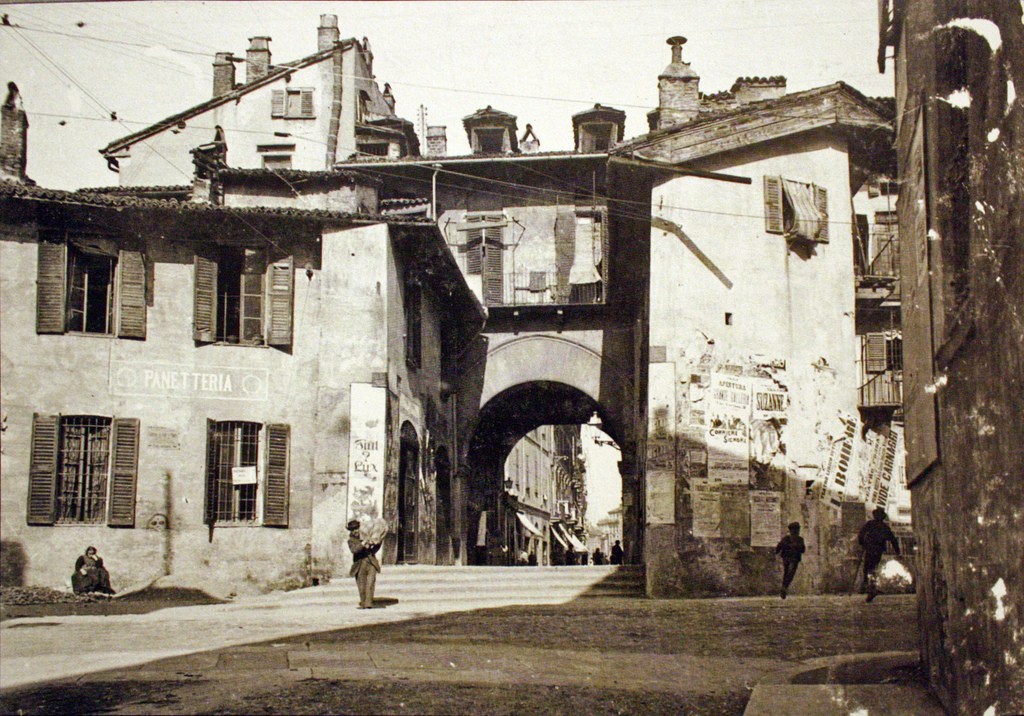
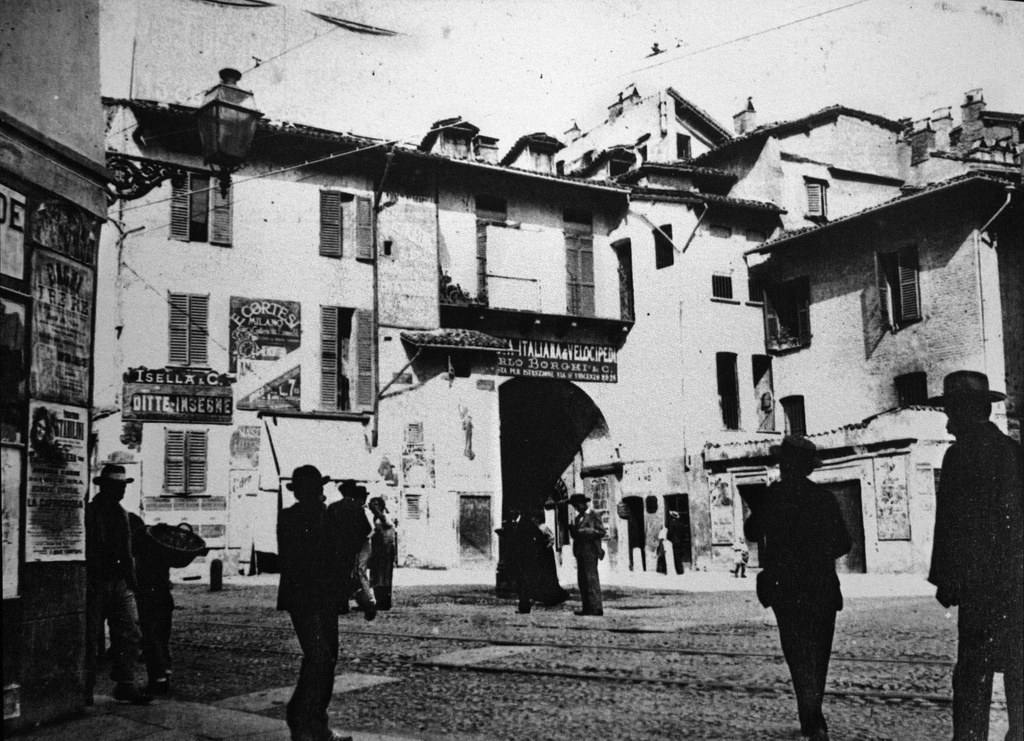
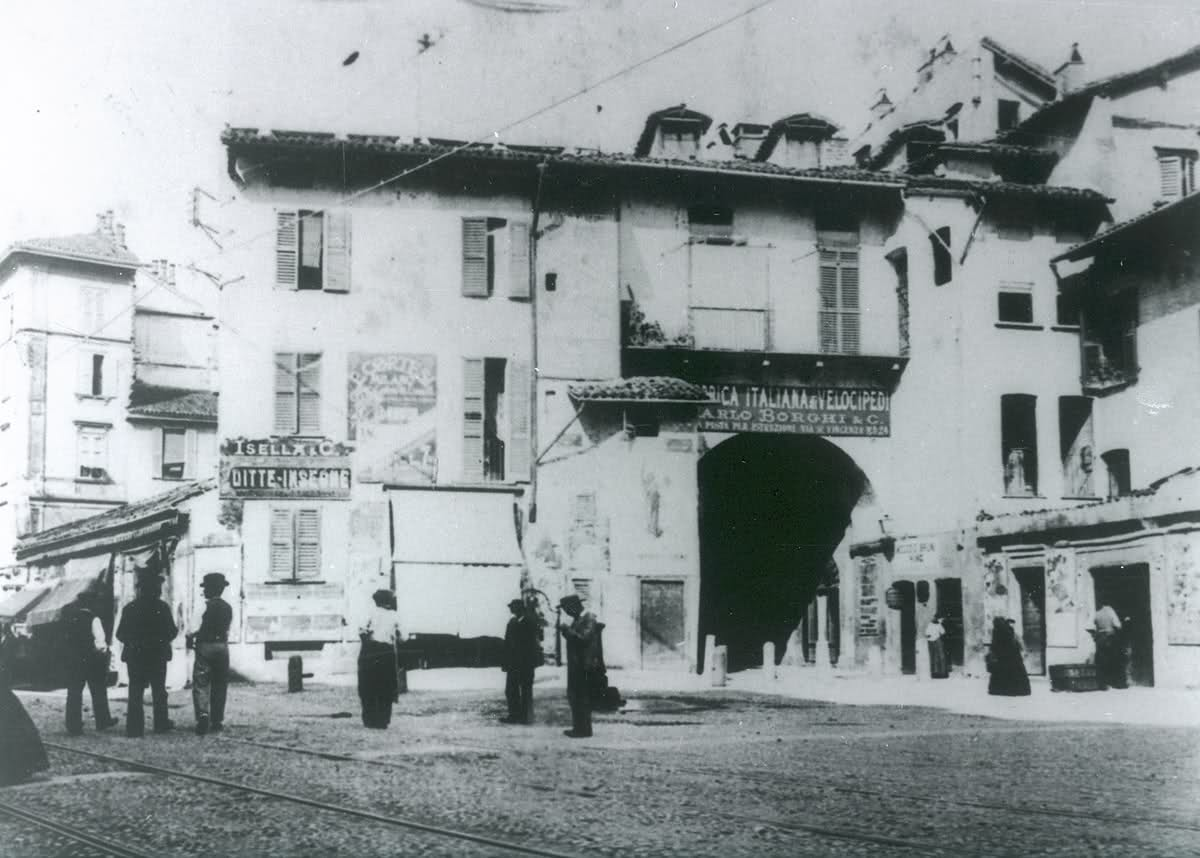
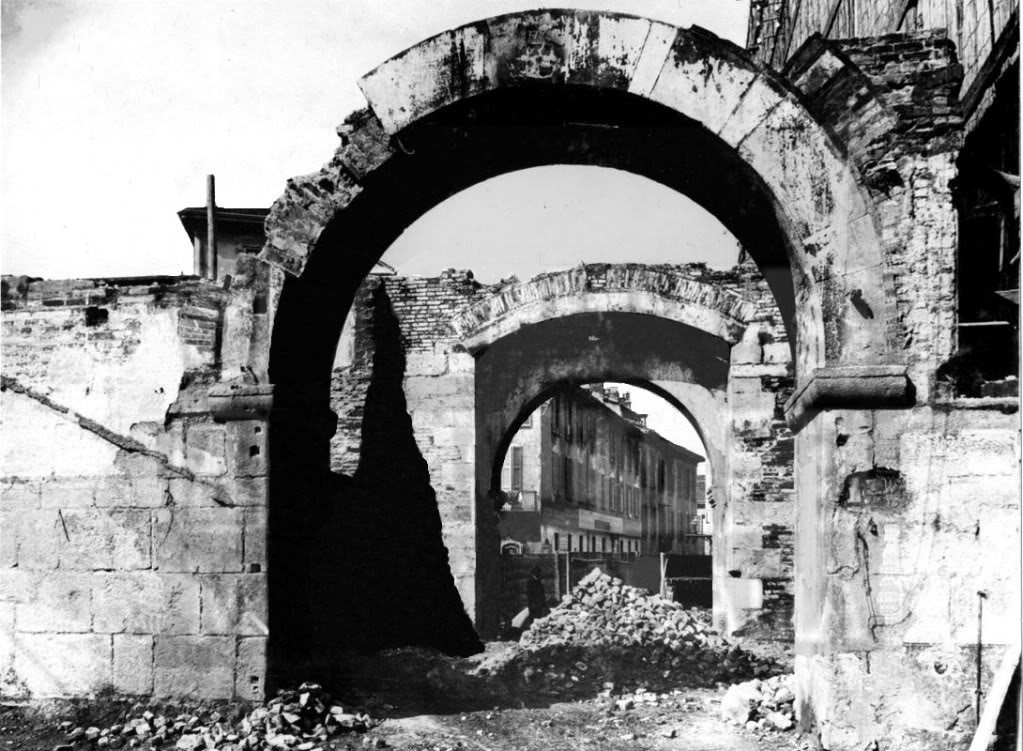